# Plante magique
Une plante magique est une plante à laquelle la tradition populaire confère des propriétés surnaturelles pouvant être utilisées en magie ou en sorcellerie.

## Définition
« De tout temps, mages et sorciers ont fondé leur puissance sur les mystérieux pouvoirs des herbes : plantes redoutables et redoutées aux mille sortilèges, plantes sacrées des cultes primitifs, plantes hallucinogènes pourvoyeuses de rêve et d'évasion. »
On peut classer les plantes magiques en quatre grandes catégories :
- Les plantes qui favorisent l'amour, c'est-à-dire aphrodisiaques, mais également les plantes qui refroidissent les ardeurs, c'est-à-dire anaphrodisiaques ;
- Les plantes associées à la magie blanche ;
- Les plantes associées à la magie noire ;
- Les plantes dites hypocrites, c'est-à-dire présentant des propriétés médicinales, mais toxiques à forte dose[2].

Parmi ces catégories, on trouvera des plantes guérisseuses qui sont des plantes médicinales, les plantes protectrices qui permettent de formuler des vœux, d'obtenir chance, protection, amour, richesse, les plantes de la fortune qui permettent de trouver des trésors, de vivre dans l'abondance, de connaître la gloire et la grandeur, les plantes consolatrices permettant de trouver l'espoir de l'immortalité et du renouveau, les plantes divinatoires qui permettent de prédire l'avenir et de communiquer avec les dieux, les morts, les esprits et les démons.
Les plantes sont transformées en onguents, en philtres, en électuaires ou en potions selon les propriétés recherchées et les rituels de la magie blanche ou noire selon qu'elles dispensent bienfaits ou malédictions. 
Au Moyen Âge, la méconnaissance des plantes favorise les croyances en leurs pouvoirs notamment magiques et les superstitions qui s'y rattachent. L’Église prend prétexte de ces prétendues pratiques magiques lors des chasses aux sorcières.

## Les différentes plantes
Liste, non exhaustive, de plantes magiques européennes,
| Plantes de l'amour   | Plantes de magie blanche | Plantes de magie noire | Plantes hypocrites |
| Chicorée sauvage     | Fenouil sauvage          | Grande ciguë           | Chanvre cultivé    |
| Ancolie commune      | Bryone dioïque           | Genêt à balais         | Grande ortie       |
| Bourrache officinale | Angélique sylvestre      | Datura                 | Ivraie enivrante   |
| Jusquiame noire      | Armoise vulgaire         | Jusquiame              | Muguet             |
| Lavande vraie        | Digitale jaune           | Laitue vireuse         | Figuier commun     |
| Violette odorante    | Millepertuis perforé     | Grande bardane         |                    |
| Jasmin blanc         | Rue fétide               | Pavot somnifère        |                    |
| Gingembre            | Benoîte commune          | Ricin commun           |                    |
| Coriandre            | Trèfle                   | Aconit Napel           |                    |
| Sarriette            | Digitale pourpre         | Belladone              |                    |
| Lis blanc            | Valériane officinale     | Morelle noire          |                    |
| Pommier domestique   | Amarante queue de renard | Mandragore             |                    |
|                      | Ail des ours             | Hellébore noir         |                    |
|                      | Arum tacheté             | Grande chélidoine      |                    |
|                      | Joubarbe des toits       |                        |                    |
|                      | Lin                      |                        |                    |
|                      | Basilic pourpre          |                        |                    |
|                      | Callune                  |                        |                    |
|                      | Lierre terrestre         |                        |                    |
|                      | Vigne                    |                        |                    |
|                      | Noisetier                |                        |                    |
|                      | Hamamélis                |                        |                    |